# Linda Stahl
Linda Stahl (ur. 2 października 1985 w Steinheim) – niemiecka lekkoatletka specjalizująca się w rzucie oszczepem.
Trzykrotna uczestniczka mistrzostw świata. Złota i brązowa medalistka mistrzostw Europy oraz mistrzyni Starego Kontynentu młodzieżowców z 2007. Stawała na podium mistrzostw Niemiec oraz reprezentowała kraj zimowym pucharu Europy w rzutach lekkoatletycznych.

## Kariera
Jako juniorka nie odnosiła sukcesów międzynarodowych, dopiero w 2007 została mistrzynią Europy do lat 23. W tym samym sezonie zajęła ósme miejsce w mistrzostwach świata w Osace. Dwa lata później podczas kolejnej edycji światowego czempionatu była szósta. Złota medalistka Mistrzyni Europy z 2010 – zwycięstwo zapewniła sobie w przedostatniej próbie, w której ustanowiła wynikiem 66,81 swój rekord życiowy. Po tym sukcesie znalazła się w składzie reprezentacji Europy na zawody pucharu interkontynentalnego, w których zajęła czwarte miejsce. Podczas mistrzostw świata w Daegu (2011) awansowała do finału, w którym ostatecznie – z powodu kontuzji – nie wzięła udziału. Brązowa medalistka mistrzostw Europy oraz igrzysk olimpijskich z 2012. W 2013 zajęła 4. miejsce na mistrzostwach świata w Moskwie. W 2014 zdobyła swój drugi brązowy medal mistrzostw Europy.
Rekord życiowy: 67,32 (14 czerwca 2014, Nowy Jork).

## Osiągnięcia
| Rok  | Impreza                             | Miejsce               | Lokata      | Wynik |
| ---- | ----------------------------------- | --------------------- | ----------- | ----- |
| 2007 | Zimowy puchar Europy w rzutach      | Jałta                 | 3. miejsce  | 55,02 |
| 2007 | Młodzieżowe mistrzostwa Europy      | Debreczyn             | 1. miejsce  | 62,17 |
| 2007 | Mistrzostwa świata                  | Osaka                 | 8. miejsce  | 61,03 |
| 2007 | Światowy finał lekkoatletyczny IAAF | Stuttgart             | 8. miejsce  | 55,62 |
| 2008 | Światowy finał lekkoatletyczny IAAF | Stuttgart             | 5. miejsce  | 58,90 |
| 2009 | Mistrzostwa świata                  | Berlin                | 6. miejsce  | 63,23 |
| 2010 | Zimowy puchar Europy w rzutach      | Arles                 | 3. miejsce  | 60,56 |
| 2010 | Mistrzostwa Europy                  | Barcelona             | 1. miejsce  | 66,81 |
| 2010 | Puchar interkontynentalny           | Split                 | 4. miejsce  | 60,37 |
| 2011 | Mistrzostwa świata                  | Daegu                 | –           | DNS   |
| 2012 | Mistrzostwa Europy                  | Helsinki              | 3. miejsce  | 63,69 |
| 2012 | Igrzyska olimpijskie                | Londyn                | 3. miejsce  | 64,91 |
| 2013 | Zimowy puchar Europy w rzutach      | Castellón de la Plana | 3. miejsce  | 61,97 |
| 2013 | Mistrzostwa świata                  | Moskwa                | 4. miejsce  | 64,78 |
| 2014 | Mistrzostwa Europy                  | Zurych                | 3. miejsce  | 63,91 |
| 2014 | Puchar interkontynentalny           | Marrakesz             | 5. miejsce  | 60,14 |
| 2015 | Zimowy puchar Europy w rzutach      | Leiria                | 2. miejsce  | 62,12 |
| 2015 | Mistrzostwa świata                  | Pekin                 | 10. miejsce | 59,88 |
| 2016 | Mistrzostwa Europy                  | Amsterdam             | 2. miejsce  | 65,25 |
| 2016 | Igrzyska olimpijskie                | Rio de Janeiro        | 11. miejsce | 59,71 |